# 뿔상어

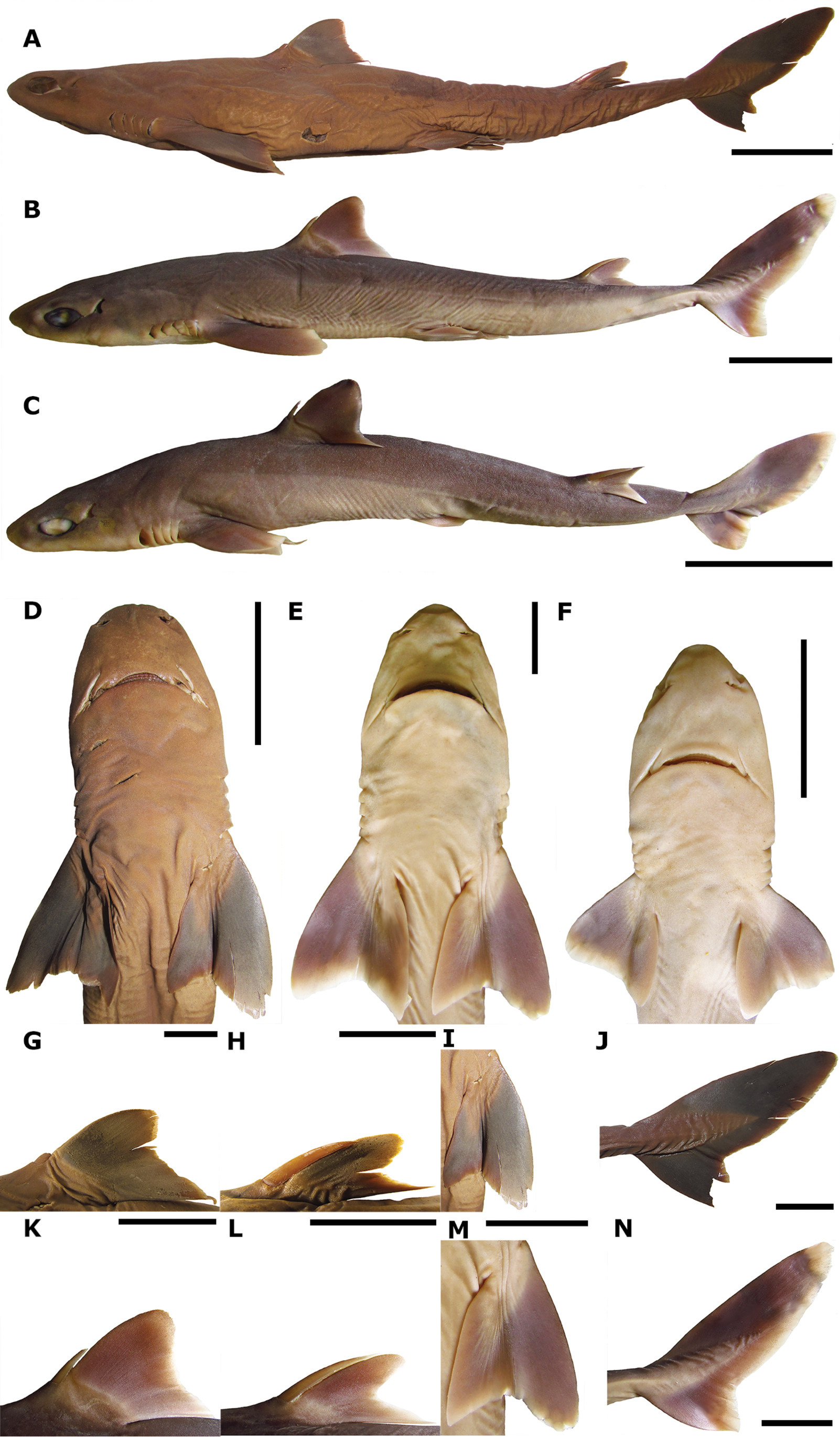

뿔상어(학명:Squalus brevirostris)는 돔발상어목 돔발상어과에 속하는 물고기이다. 몸길이는 50cm로 상어에선 작은어종에 속한다.

## 특징과 먹이
뿔상어는 몸의 색이 등쪽은 진한 회색에 가까운 밤색이며 배쪽은 흰색을 띄는 어종이다. 몸은 긴편이고 등쪽은 튀어나왔으며 배쪽은 넓적하다. 몸의 전체는 방패 비늘로 덮여 있으며 머리는 길고 넙적한 편이다. 눈은 크고 길면서 예리하고 둥글다. 입은 반달처럼 생겼고 예리하며 입술주름과 홈이 있다. 또한 입의 끝자락에 눈과 콧구멍이 있다. 환경에 따라 자신의 색을 바꾸는 것이 가능한 어종이며 환경에 따라 자신의 몸색깔을 완전한 갈색으로 탈바꿈하는 것도 가능한 물고기이다. 등지느러미는 2개이며 제1등지느러미가 비교적 크고 제2등지느러미는 꼬리지느러미와 가까운 곳에 위치한다. 가슴지느러미는 아가미구멍의 바로 뒤에 위치하며 꼬리지느러미의 윗날개는 넓고 길지만 아랫날개는 좁고 짧다는 특징도 있다. 먹이로는 멸치, 청어, 꽁치와 같은 작은 물고기들과 해삼이랑 게와 같은 갑각류를 주로 잡아먹는 육식성 물고기에 속한다.

## 서식지와 산란기와 어획
뿔상어의 주요한 서식지는 서부 태평양이며 대한민국의 서해, 남해, 동해의 모든 연안과 일본의 혼슈 이남, 중국의 연해에 골고루 분포한다. 수심 0~80m의 육지와 가까운 연안에서 서식하는 표해수대의 어류이다. 뿔상어의 산란기는 11월~2월까지의 겨울이며 난태생으로 임신 기간은 10개월이고 1~4마리의 유어들을 출산한다. 뿔상어는 식용으로도 이용이 되는 어종으로 고기는 어묵으로 먹을 수가 있으며 스쿠알렌과 같은 약의 재료도 사용이 가능하며 회, 매운탕으로도 많이 먹는다. 다만 뿔상어는 이빨이 상당히 날카로운 어종인만큼 살아있는 개체를 다룰 때는 주의가 요구되며 그래서 두꺼운 장갑을 쓰고 작업을 하는 것이 좋다. 대한민국, 일본, 중국에선 뿔상어를 이용한 요리를 취급하는 식당도 있으며 뿔상어의 요리는 별미로 취급이 된다.

## 같이 보기
- 돔발상어목
- 돔발상어과